# Emma Martínez de la Torre Shelton
Emma Martínez de la Torre Shelton (a veces y Shelton) (La Habana, 15 de enero de 1889–Madrid, 1981) fue una pianista, profesora y compositora española.

## Biografía
Emma Martínez nació en La Habana. Su padre, Emilio Martínez de la Torre y de Assis, era capitán de la Armada española y su madre la pianista cubana Altagracia Shelton Favre. Se trasladó con su familia a Cádiz a la edad de tres años. Realizó sus estudios en el Conservatorio de Santa Cecilia de esa ciudad, acabándolos a los trece años con premio extraordinario. Condiscípulos suyos fueron José Cubiles y Carmen Pérez. Completó sus estudios son Rafael Toniasi Requena en Madrid. Después viajó a Roma para trabajar en la Academia Nacional de Santa Cecilia.
En 1903 empezó a componer con Sara, su hermana, algunas obras para piano y varias canciones. En 1908 se instaló en Tenerife, donde continuó sus estudios con Santiago Sabina Corona.
Trabajó como acompañante del barítono grancanario Néstor de la Torre entre 1909 y 1917, compaginándolo con sus enseñanzas en la academia de canto de este.
También fue muy activa en la vida musical de la comunidad como compositora, intérprete y organizadora de conciertos benéficos donde daba a conocer sus obras. En 1917 fundó la agrupación artística Caricato, junto a músicos e intelectuales de la época, con la que organizó obras teatrales y óperas.
En 1919 se casó con Virgilio Díaz Llano.
Durante las décadas de los 30 y 40 dio recitales de piano y participó en grupos de cámara; tocó en la Orquesta de Cámara de Canarias, y la dirigió en el estreno de algunas de sus obras. Es la primera mujer directora en Canarias.

## Obra
Muchas partituras las compuso de forma autodidacta. Su labor creadora se concentra a finales de su carrera, a partir del año 1935. Entre sus obras cabe destacar:
- Estampa canaria
- Danzas gitanas
- Danza andaluza
- Estampa canaria
- Copla[5]
- Estampas del siglo XVIII
- Canciones infantiles[6]
- Marionetas
- Tenerife 1942
- Mañana de abril

Además escribió numerosas piezas de música de cámara y canciones. Ella misma escribía los textos.
Su labor docente fue extensa y fructífera. Formó parte del claustro de profesores del Conservatorio de Santa Cruz de Tenerife y, al jubilarse, fue sustituida por una de sus discípulas más destacadas, Amor Lozano.